# Radeon RX 9000系列
Radeon RX 9000系列是AMD推出的RDNA 4架构的消费级圖形處理器系列產品，也是Radeon RX 7000系列的後繼产品。

## 歷史
2024年10月，AMD确认RDNA 4 架構的顯卡會在2025年年初发布。 
2025年1月6日，AMD方面在消費電子展上又提到會推出RDNA 4架构的Radeon RX 9000 系列顯卡。  不過AMD未透露有关RDNA 4 架构以及Radeon RX 9000 系列顯卡的具体细节。 此次AMD決定通過Radeon RX 9000 系列只在中端顯卡市場上與英伟达競爭，而此前AMD則試圖通過Radeon RX 7000系列顯卡在高端顯卡市场上与英伟达竞争。  此次AMD的策略与2019年類似，當時AMD推出的Radeon RX 5000系列就是中端顯卡。
2025年3月6日，RX 9070 XT和RX 9070正式發售。5月8日，RX 9070 GRE在中國開售。5月21日，RX 9060XT發佈。

## 特征

### RDNA 4 架构
AMD 表示，RDNA 4 架构顯卡的光线追踪性能有所提高。 

### FSR 4
Radeon RX 9000系列用到了FidelityFX Super Resolution 4（FSR 4，即FSR第四代），FSR是類似於DLSS的圖像縮放技術，AMD聲稱在Radeon RX 9000系列顯卡內的第二代 AI 加速核心的作用下，通過機器學習實現FSR 4，這也是AMD首次聲稱在FSR領域用到機器學習。  AMD表示，由于需要通過硬件才能實現，所以FSR 4仅限于Radeon RX 9000 系列的顯卡。決勝時刻：黑色行動6是第一款支持FSR 4的游戏。 

## 产品
- Radeon RX 9070 GRE
- Radeon RX 9070
- Radeon RX 9070 XT
- Radeon RX 9060 XT[13]
- Radeon RX 9050